# Seo In-guk
Seo In-guk (Hangul: 서인국; Ulsan, 23 ottobre 1987) è un cantante e attore sudcoreano.

## Biografia
Seo In-guk ha dato inizio alla propria carriera di cantante subito dopo aver vinto nel 2009 la prima edizione del talent show sudcoreano Superstar K mentre il suo debutto da attore non ha tardato ad arrivare, apparendo pochi anni dopo nel cast principale drama reply 1997 trasmesso nel 2012 su TvN. Da quel momento, ha partecipato a varie serie televisive tra le quali High School King of Savvy (2014), 38 Revenue Collection Unit (2016) e  Shopaholic Louis (2016).

## Filmografia

### Televisione
- Sarangbi – serie TV (2012)
- Eungdaphara 1997 – serie TV (2012)
- Adeunnyeoseokdeul (아들녀석들) – serie TV (2012)
- Jugun-ui tae-yang (주군의 태양) – serie TV (2013)
- Eungdaphara 1994 – serie TV (2013)
- Eotteon annyeong (어떤 안녕) – miniserie TV (2014)
- Gogyeocheose-wang (고교처세왕) – serie TV (2014)
- Wang-ui eolgul (왕의 얼굴) – serie TV (2014)
- Neoreul gi-eokhae (너를 기억해) – serie TV (2015)
- Geunyeoneun yeppeotda (그녀는 예뻤다) – serial TV (2015)
- Shopping wang Louie (쇼핑왕 루이) – serial TV (2016)
- 38sagidongdae (38사기동대) – serial TV (2016)
- The Smile Has Left Your Eyes - serie TV (2018)
- Abyss (어비스?, EobiseuLR) – serie TV (2019)
- Doom at Your Service – serie TV (2021)
- Soundtrack #1 – serie TV (2022)
- I misteri del Cafè Minamdang – serie TV (2022)
- Il gioco della morte (이재, 곧 죽습니다?, Ijae, got jukseumnidaLR) – serie TV (2023-2024)

### Cinema
- No Breathing (노브레싱), regia di Yong-sun Jo (2013)

## Discografia

### Album in studio
- 2014 – Everlasting

### EP
- 2009 – Calling
- 2010 – Just Beginning
- 2012 – Perfect Fit
- 2013 – With Laughter or with Tears
- 2013 – We Can Dance Tonight
- 2014 – Hug

### Singoli
- 2009 – Run To Me (con Bigtone)
- 2010 – Take
- 2011 – Broken
- 2011 – Shake It Up
- 2014 – Mellow Spring (BOMTANABA)
- 2015 – Seasons Of The Heart
- 2016 – BeBe
- 2017 – Better Together